# Пітер ван ден Гогенбанд
Пітер Корнеліс Мартейн ван ден Гогенбанд (нід. Pieter Cornelis Martĳn van den Hoogenband, 14 березня 1978 року, Маастріхт, Нідерланди) — нідерландський плавець, триразовий олімпійський чемпіон у плаванні на дистанціях 100 і 200 метрів вільним стилем. Володар світового рекорду на дистанції 100 метрів вільним стилем.

## Виступи на Олімпійських іграх
| Олімпіада      | Дисципліна             | Місце |
| -------------- | ---------------------- | ----- |
| Барселона 1996 | 50 м вільним стилем    | 9     |
| Барселона 1996 | 100 м вільним стилем   | 4     |
| Барселона 1996 | 200 м вільним стилем   | 4     |
| Барселона 1996 | 4x100 м вільним стилем | 5     |
| Барселона 1996 | 4x200 м вільним стилем | 8     |
| Барселона 1996 | 4x100 м комплексом     | 10    |
| Сідней 2000    | 50 м вільним стилем    | 3     |
| Сідней 2000    | 100 м вільним стилем   | 1     |
| Сідней 2000    | 200 м вільним стилем   | 1     |
| Сідней 2000    | 4x200 м вільним стилем | 3     |
| Сідней 2000    | 4x100 м комплексом     | 4     |
| Афіни 2004     | 50 м вільним стилем    | 17    |
| Афіни 2004     | 100 м вільним стилем   | 1     |
| Афіни 2004     | 200 м вільним стилем   | 2     |
| Афіни 2004     | 4x100 м вільним стилем | 2     |
| Пекін 2008     | 100 м вільним стилем   | 5     |
| Пекін 2008     | 4x100 м вільним стилем | 10    |